# Jacopo da Leona
Jacopo del Tancredo (Levane, ? - Volterra, 1277) was een Italiaans jurist en dichter met als pseudoniem Jacopo da Leona.
Beroepsmatig was hij eerst notaris, vervolgens secretaris van een edelman en ten slotte rechter. Daarnaast schreef hij sonnetten waarvan zestig bewaard zijn gebleven.

## Carrière
Zijn schuilnaam ontleende hij aan het kasteel van Leona waaronder Levane Alta destijds viel. Hij werkte voor de familie Ubertini in Arezzo in het bijzonder Ranieri die hem als persoonlijk secretaris aanstelde in Volterra. Toen zijn broodheer in 1273 tot bisschop was benoemd, werd Jacopo rechter.
Van Jacopo's gedichten wordt een bundel met zestig sonnetten in de bibliotheek van Vaticaanstad als Codex 3793 (Canzoniere Vaticano latino 3793) bewaard. Jacopo's sonnetten zijn verdeeld in originele liefdesgedichten in hoffelijke stijl en satire.

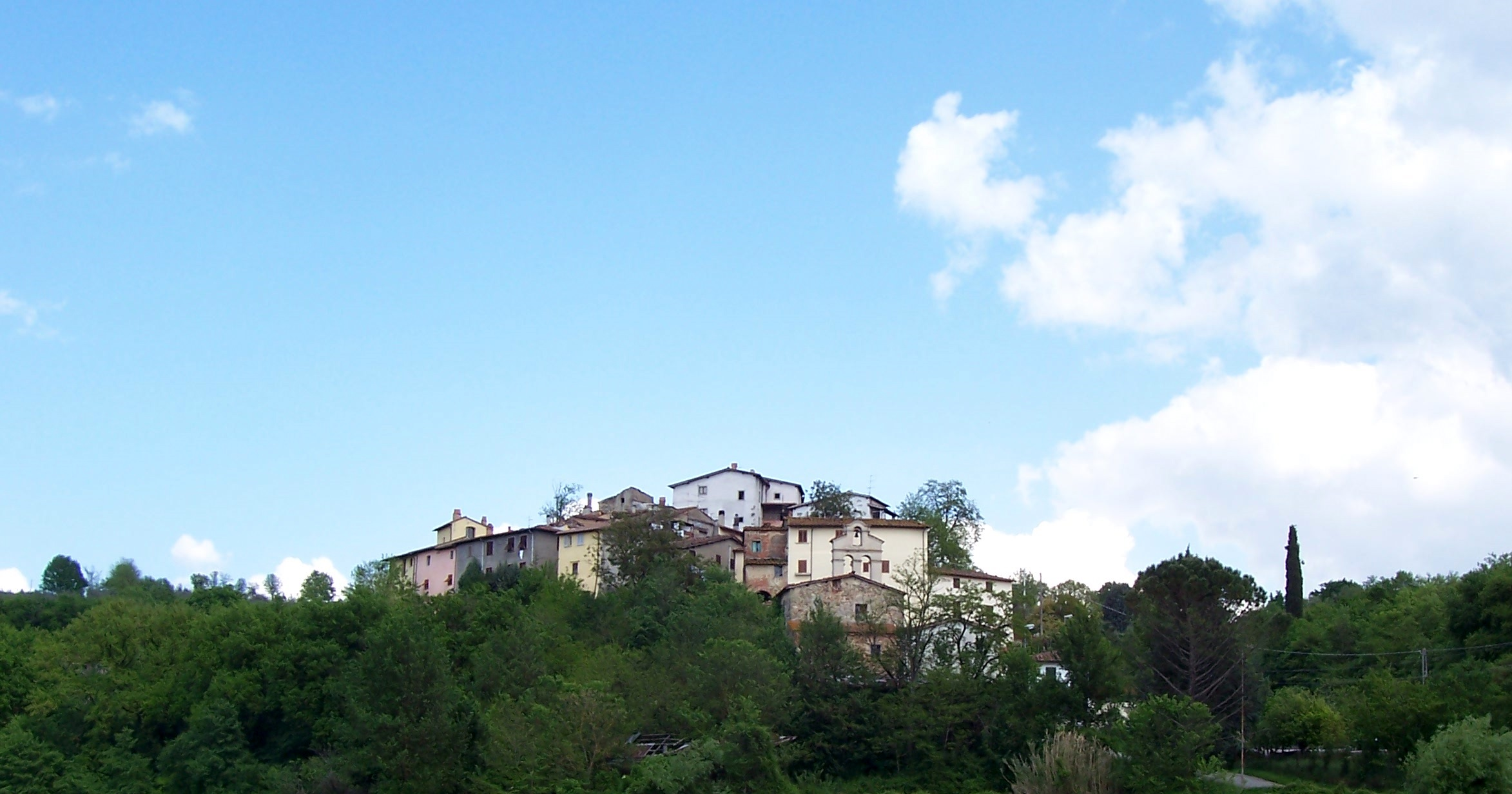
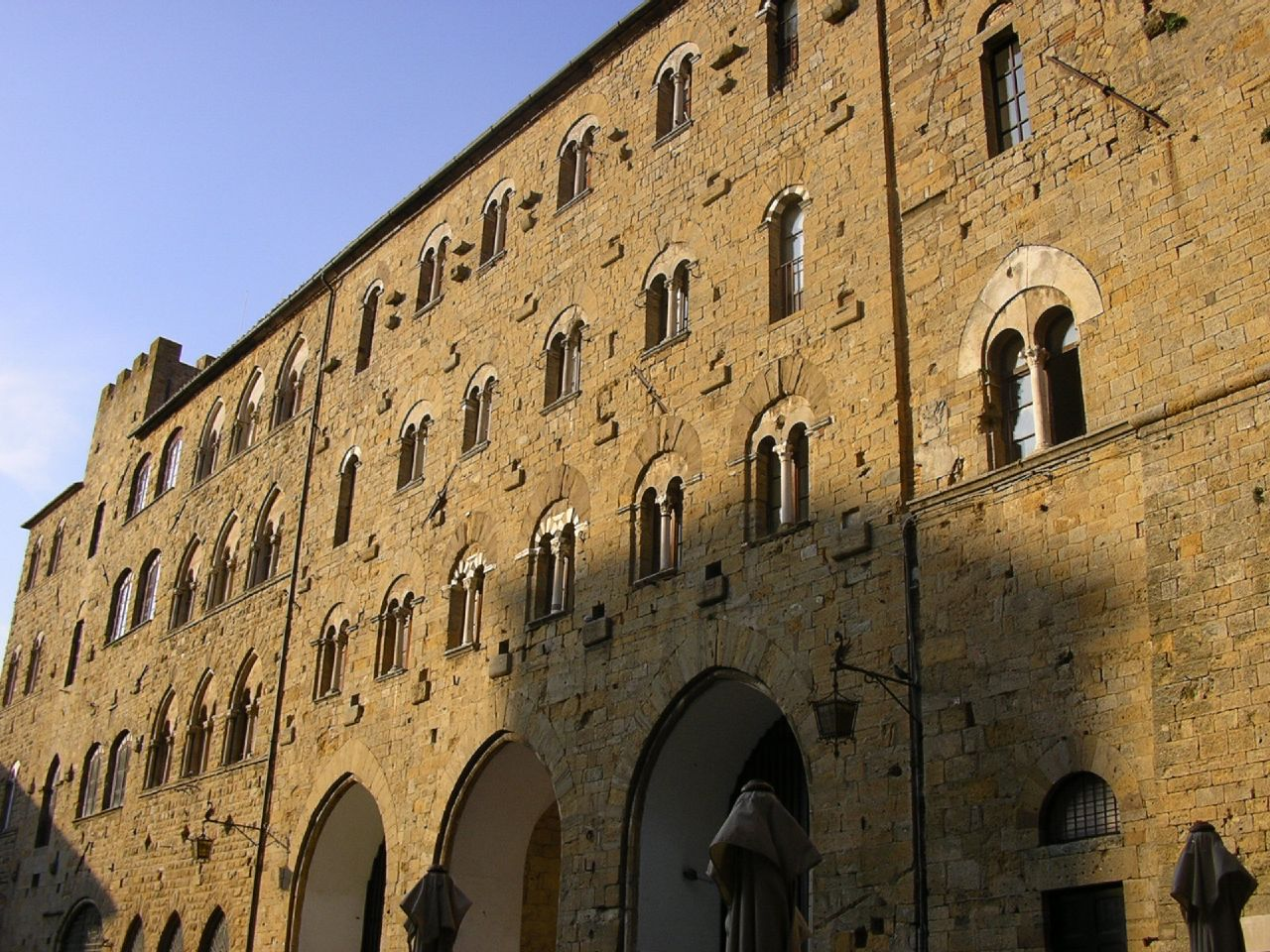
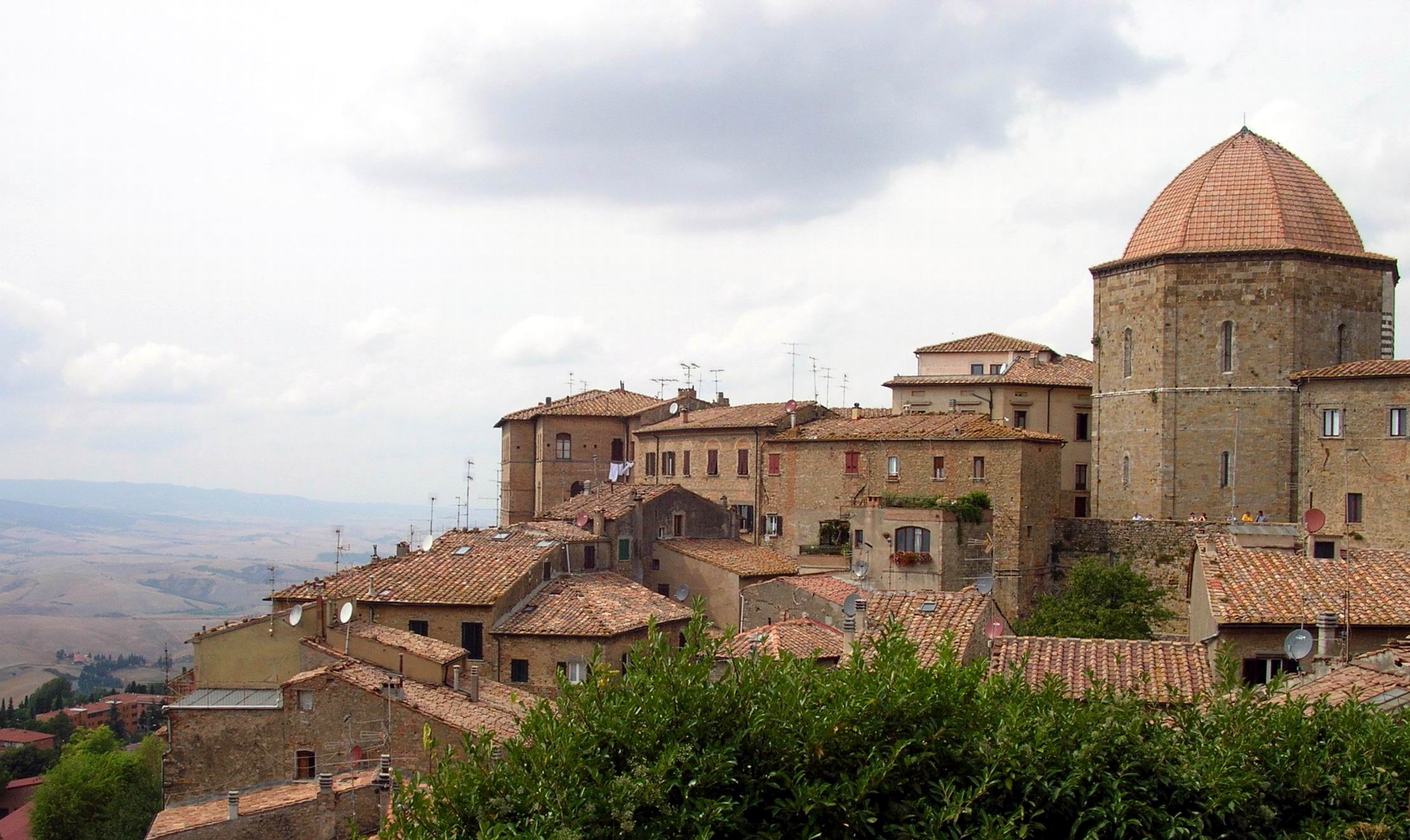